# Богдановка (Машевский район)
Богдановка (укр. Богданівка) — село,
Кошмановский сельский совет,
Машевский район,
Полтавская область,
Украина.
Код КОАТУУ — 5323082202. Население по переписи 2001 года составляло 88 человек.

## Географическое положение
Село Богдановка находится на левом берегу реки Тагамлык,
выше по течению на расстоянии в 1,5 км расположено село Кошмановка,
ниже по течению на расстоянии в 3 км расположено село Базилевщина,
на противоположном берегу — село Мироновка.
По селу протекает пересыхающий ручей с запрудой.
Рядом проходит автомобильная дорога Р-11.

## Объекты социальной сферы
- Клуб.